# Blue, White and Perfect
Pour plus de détails, voir Fiche technique et Distribution.
Blue, White and Perfect est un film américain réalisé par Herbert I. Leeds, sorti en 1942, avec Lloyd Nolan, Mary Beth Hughes, Helene Reynolds et George Reeves dans les rôles principaux. Il s'agit de la quatrième des sept réalisations consacré aux aventures du détective privé Mike Shayne et produite par la 20th Century Fox avec Lloyd Nolan dans le rôle principal.

## Synopsis
Le détective privé Michael Shayne (Lloyd Nolan) annonce à sa petite amie Merle Garland (Mary Beth Hughes) qu'il quitte son métier pour un travail à l'usine, moins dangereux pour lui. En réalité, il s'agit d'une couverture pour une nouvelle enquête. Lors de son premier jour à l'usine, des diamants sont dérobés et Shayne doit suivre leurs traces sur un bateau de croisière qui le mêne vers le Panama à la poursuite d'espions allemands ...

## Fiche technique
- Titre original : Blue, White and Perfect
- Réalisation : Herbert I. Leeds
- Scénario : Borden Chase et Samuel G. Engel d'après le personnage du détective privé Mike Shayne de Brett Halliday
- Photographie : Glen MacWilliams
- Musique : Cyril J. Mockridge, Gene Rose, Marlin Skiles, Emil Newman et Walter Scharf
- Montage : Alfred Day
- Décors : Thomas Little
- Costumes : Herschel McCoy
- Direction artistique : Richard Day et Lewis Creber (en)
- Producteur : Sol M. Wurtzel
- Société de production : 20th Century Fox
- Pays d'origine : États-Unis
- Format : Noir et blanc
- Genre cinématographique : Film policier, film noir
- Durée : 74 minutes
- Date de sortie :
  -  États-Unis : 6 janvier 1942

## Distribution
- Lloyd Nolan : le détective privé Michael Shayne
- Mary Beth Hughes : Merle Garland
- Helene Reynolds : Helen Shaw
- George Reeves : Juan Arturo O'Hara
- Steven Geray : Vanderhoefen
- Henry Victor : Rudolf Hagerman
- Curt Bois : Friedrich Gerber, alias Nappy Dubois
- Marie Black : Ethel
- Emmett Vogan : Charlie
- Mae Marsh : Mrs. Bertha Toby
- Frank Orth : Mr. Toby
- Ivan Lebedeff : Alexis Fournier
- Wade Boteler : un juge
- Charles Trowbridge : Capt. Brown
- Edward Earle : First Officer Richards
- Cliff Clark : inspecteur Peterson
- Arthur Loft : Joseph P. McCordy
- Ann Doran : Miss Hoffman
- Charles Williams : Theodore H. Sherman Jr.

Et, parmi les acteurs et actrices non crédités
- Harry Carter (en)
- Ruth Clifford
- Don Dillaway
- Lester Dorr
- Bud Geary (en)
- Mary Gordon
- Mildred Gover (en)
- Al Kikume (en)
- Nora Lane
- George Melford
- Bert Moorhouse
- Barry Norton
- Addison Richards
- Cyril Ring
- Rudy Robles (en)
- Tim Ryan
- Walter Sande
- Edwin Stanley
- Charles Tannen (en)

## À noter
- En 1940, la compagnie 20th Century Fox produit une série de sept films consacrés aux aventures du détective privé Mike Shayne créé par le romancier américain Brett Halliday. Ce personnage est interprété par Lloyd Nolan. Ce film est le quatrième de la série.